# Fachhochschule Salzburg
Die Fachhochschule Salzburg ist eine 1995 gegründete Fachhochschule mit vier Standorten im Land Salzburg. Sie bietet achtzehn Bachelor- und zwölf Masterstudiengänge, einen postgradualen Master-Lehrgang sowie Aus- und Weiterbildungsangebote in den Bereichen Angewandte Sozialwissenschaften, Business and Tourism, Creative Technologies, Gesundheitswissenschaften, Green Engineering and Circular Design sowie Information Technologies and Digital Transformation an. Die Fachhochschule hat rund 3.200 Studierende und über 12.000 Absolventen (Stand November 2022).

## Geschichte

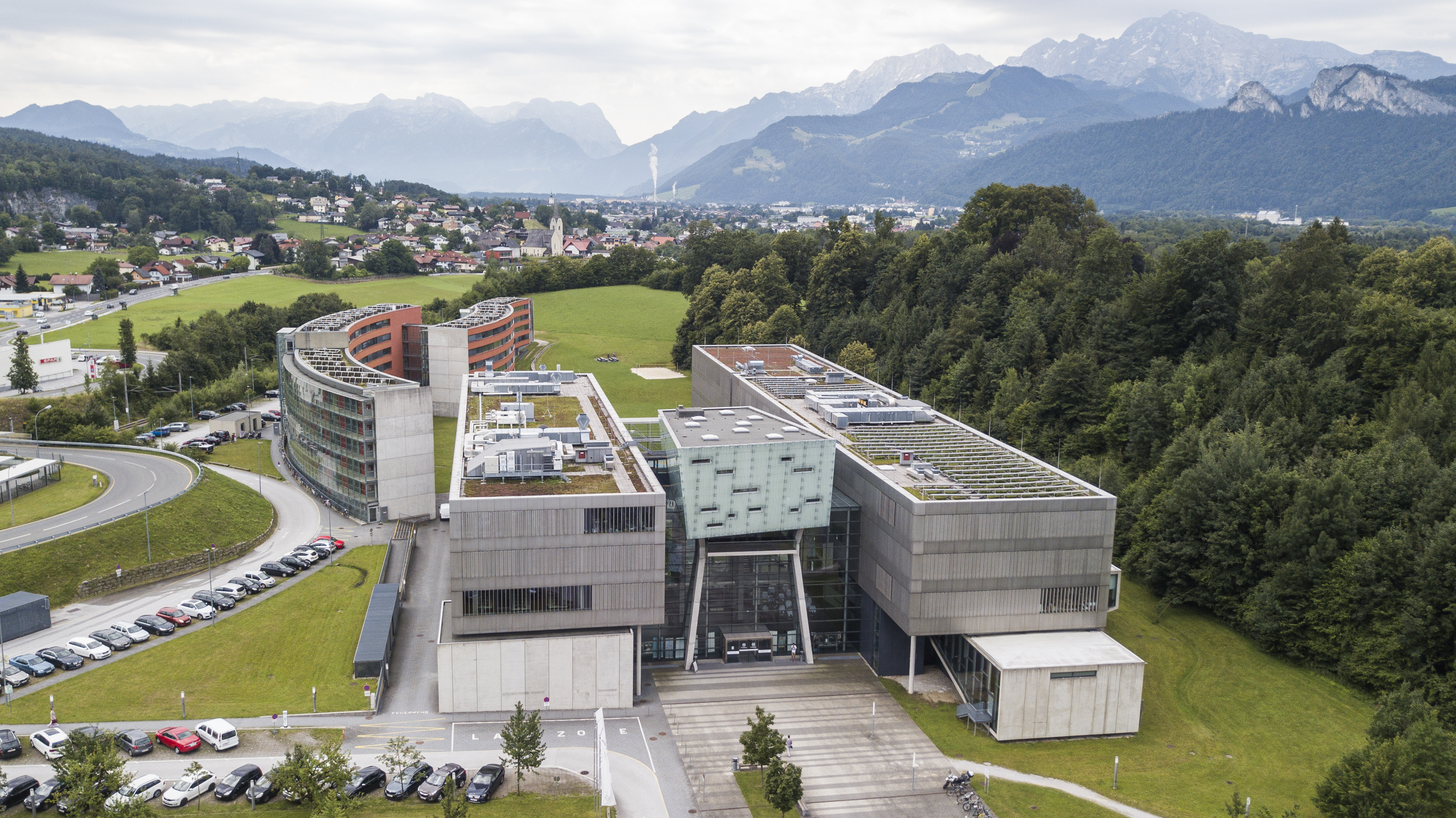
Campus Urstein

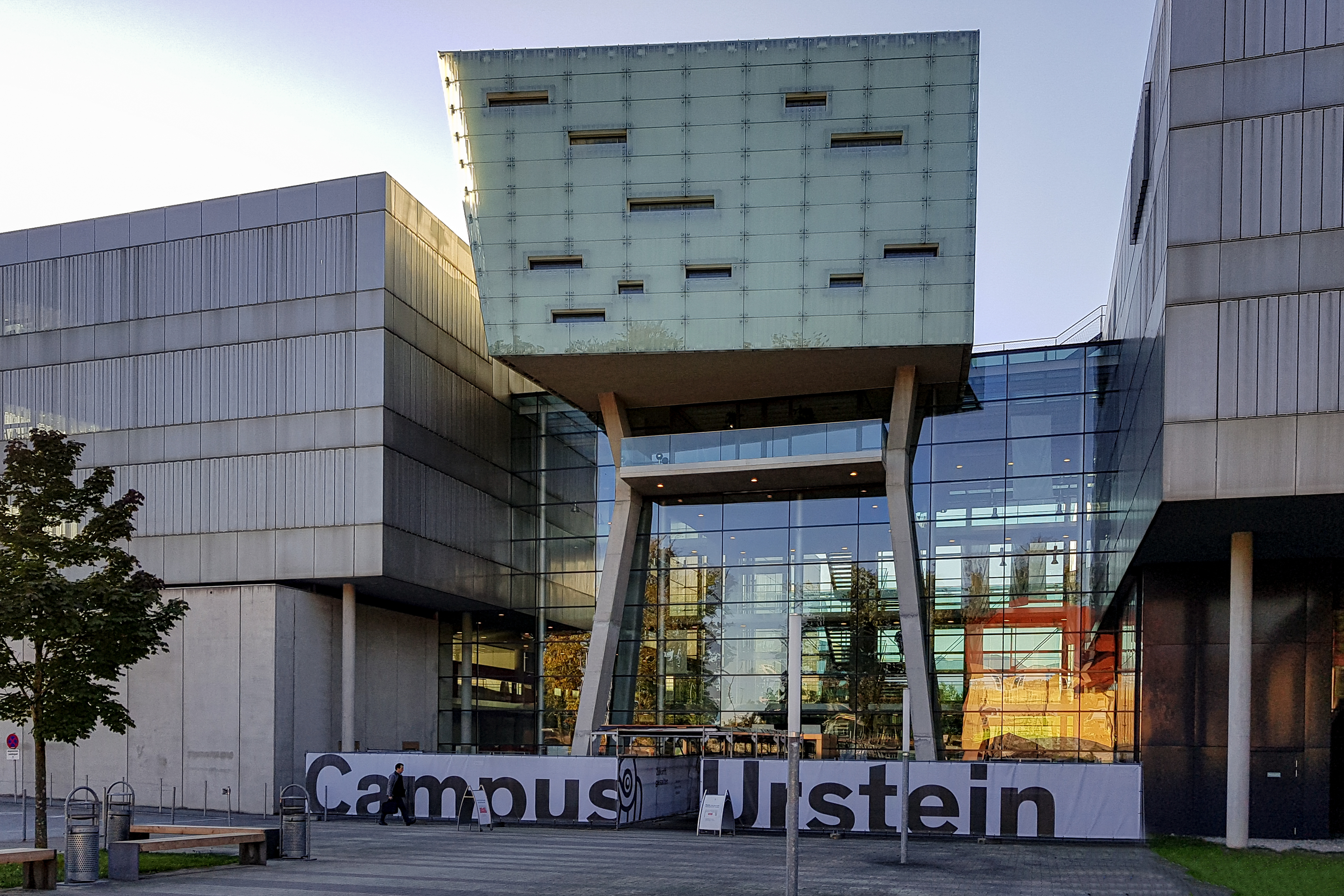
Haupteingang Campus Urstein

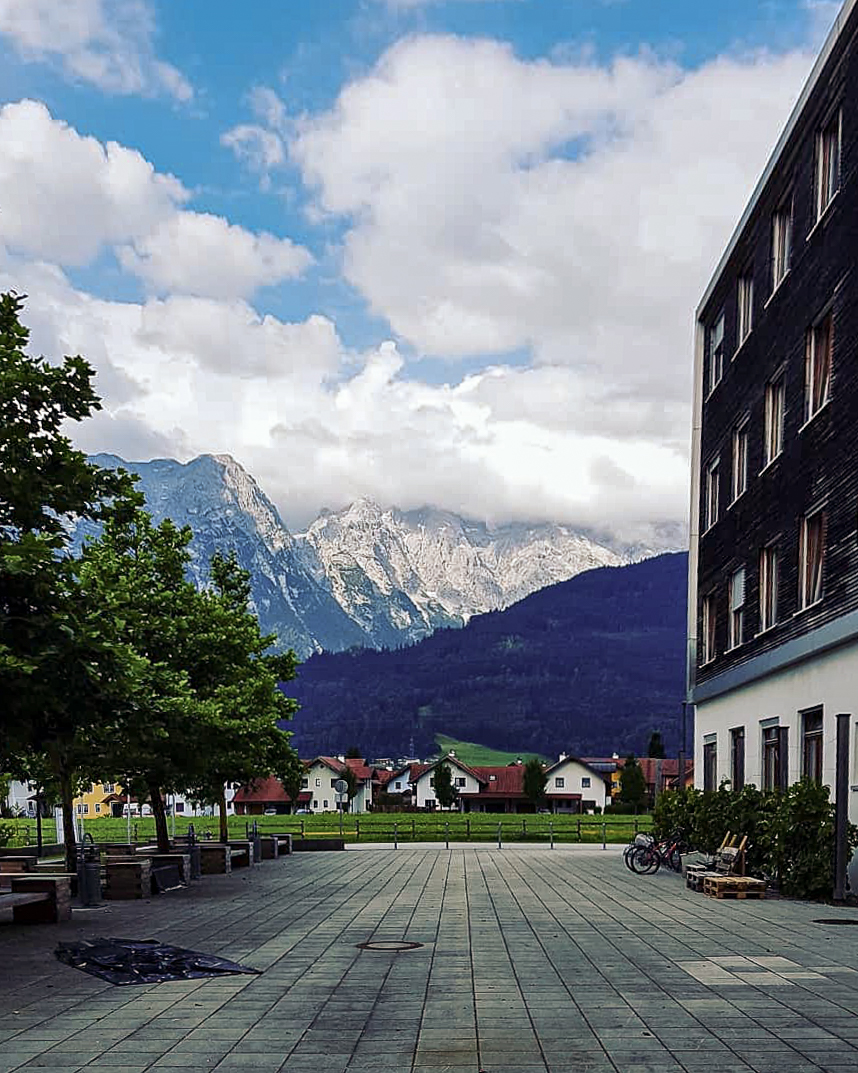
Campus Kuchl

Die Fachhochschule Salzburg wurde 1995 mit den Studiengängen Telekommunikationstechnik & -systeme (TKS) am Techno-Z im Stadtteil Itzling und Holztechnik & Holzwirtschaft am Holztechnikum in Kuchl gegründet. Weitere Standorte waren das Berufsförderungsinstitut im Stadtteil Elisabeth-Vorstadt und eine Ausbildungsstätte in Kleßheim (Gemeinde Wals-Siezenheim). 1996 wurde die Ausbildung mit MultiMediaArt und 1998 mit Informationswirtschaft & -management (IWM) ausgebaut. Die Wirtschaftskammer Salzburg wurde 1999 die Alleingesellschafterin der Hochschule.
Nach der Fertigstellung des Campus Urstein in Puch bei Hallein (Weiler Urstein) im Jahr 2005 wurden die Standorte in Salzburg und Kleßheim aufgelassen. Im Herbst 2006 begannen die ersten Bachelor-Studiengänge. Ebenso 2006 wurden die Studiengänge im Bereich der Gesundheitsberufe gestartet und die Universitätskliniken Salzburg der SALK im Stadtteil Mülln stellen seitdem eine zusätzliche Ausbildungsstätte dar.
2012 riefen das österreichische Wirtschaftsministerium und die Christian Doppler Forschungsgesellschaft das Josef Ressel Zentrum an der Fachhochschule ins Leben. Das Zentrum für anwenderorientierte Smart-Grid Privacy, Sicherung und Steuerung beschäftigt sich mit der Akzeptanz intelligenter Stromnetze durch den Endverbraucher.
Seit 2016 gibt es am Campus Urstein ein eigenes Startup-Center für Studierende, Alumni und FH-Mitarbeiter. Im Jahr 2019 entstand am Kardinal Schwarzenberg Klinikum ein weiterer Standort der Fachhochschule.
Ab 2022 kam es zur Umsetzung von Neustrukturierungen. In diesem Rahmen wurden die Studiengänge in Departments zusammengefasst. 2022 wurde das neue Forschungsgebäude „Twin²Sim“ am Campus Kuchl mit Labors, Messeinrichtungen, einem Fassadenprüfstand und einer Manipulationshalle eröffnet.
Für die Studierenden stehen am Standort Puch-Urstein 328 und am Standort Kuchl 102 Campuswohnungen zur Verfügung. An beiden Orten gibt es eine Mensa.

## Forschungszentren
2013 wurde das Josef Ressel Zentrum für anwenderorientierte Smart Grid Privacy, Sicherheit und Steuerung eröffnet, das 2017 in Zentrum für sichere Energieinformatik umbenannt wurde. 2020 wurde das Josef Ressel Centre for Dependable System-of-Systems Engineering eröffnet, an dem laut Eigendarstellung »verlässliche komplexe und verteilte cyber-physische Systeme« entwickelt werden sollen. 2022 nahm laut Eigendarstellung das JR-Zentrum für Intelligente und Sichere Industrieautomatisierung, den Betrieb auf. Weitere Forschungszentren sind nach eigenen Angaben: Zentrum Zukunft Gesundheit (ZZG), IWB Zentrum Alpines Bauen - Forschungs- und Transferzentrum und IWB Zentrum Materialforschung. Die Fachhochschule ist laut Selbstdarstellung ein Forschungspartner des Ludwig Boltzmann Institute (LBI) „Digital Health and Prevention“ in Salzburg.

## Akkreditierungen und Zertifizierungen
- 2011: Akkreditierung der Studienangebote durch die FIBAA[20]
- 2013: Verleihung des Gütesiegels „Familienfreundliche Hochschule“[21]
- 2013: Verleihung des Diploma-Supplement-Label der EU-Kommission[22]
- 2015: Verleihung des Gütesiegels Betriebliche Gesundheitsförderung[23]
- 2020: Landespreis für betriebliche Gesundheitsförderung (BGF)[24]

## Beratungszertifikate
2013 zertifizierte die Familie & Beruf Management GmbH die FH Salzburg als »familienfreundlich«.
2016 verlieh eine Unternehmensberaterfirma der FH Salzburg das Diversitäts-Zertifikat »ZukunftVIELFALT«.

## Persönlichkeiten (Auswahl)

### Rektoren
- 2004–2011: Erhard Busek
- 2011–2015: Kerstin Fink[27]
- 2015–2022: Gerhard Blechinger
- ab 2022: Dominik Engel[28]

### Ehrenprofessoren
Quelle
- Gerhard Schmidt, verliehen 2018
- Wolfgang Gmachl, verliehen 2021
- Ulrike Szigeti, verliehen 2023